# Harbeck-Fruitdale
Harbeck-Fruitdale è un census-designated place (CDP) degli Stati Uniti d'America, situato nello stato dell'Oregon, nella contea di Josephine. Secondo il censimento del 2000 gli abitanti di Harbeck-Fruitdale ammontavano a 3 780.